# デュエットをする歌い手とテオルボ奏者
『デュエットをする歌い手とテオルボ奏者』（デュエットをするうたいてとテオルボそうしゃ、仏: Duo entre une chanteuse et un joueur de théorbe、英: Duet between a Singer and a Theorbo Player）、または『歌の稽古』（うたのけいこ、仏: La Leçon de chant、英: The Singing Lesson）は、17世紀オランダ黄金時代の画家カスパル・ネッチェルが1664年に板上に油彩で制作した絵画である。1742年にフランス国王ルイ15世に取得され、現在、パリのルーヴル美術館に所蔵されている。

## 作品

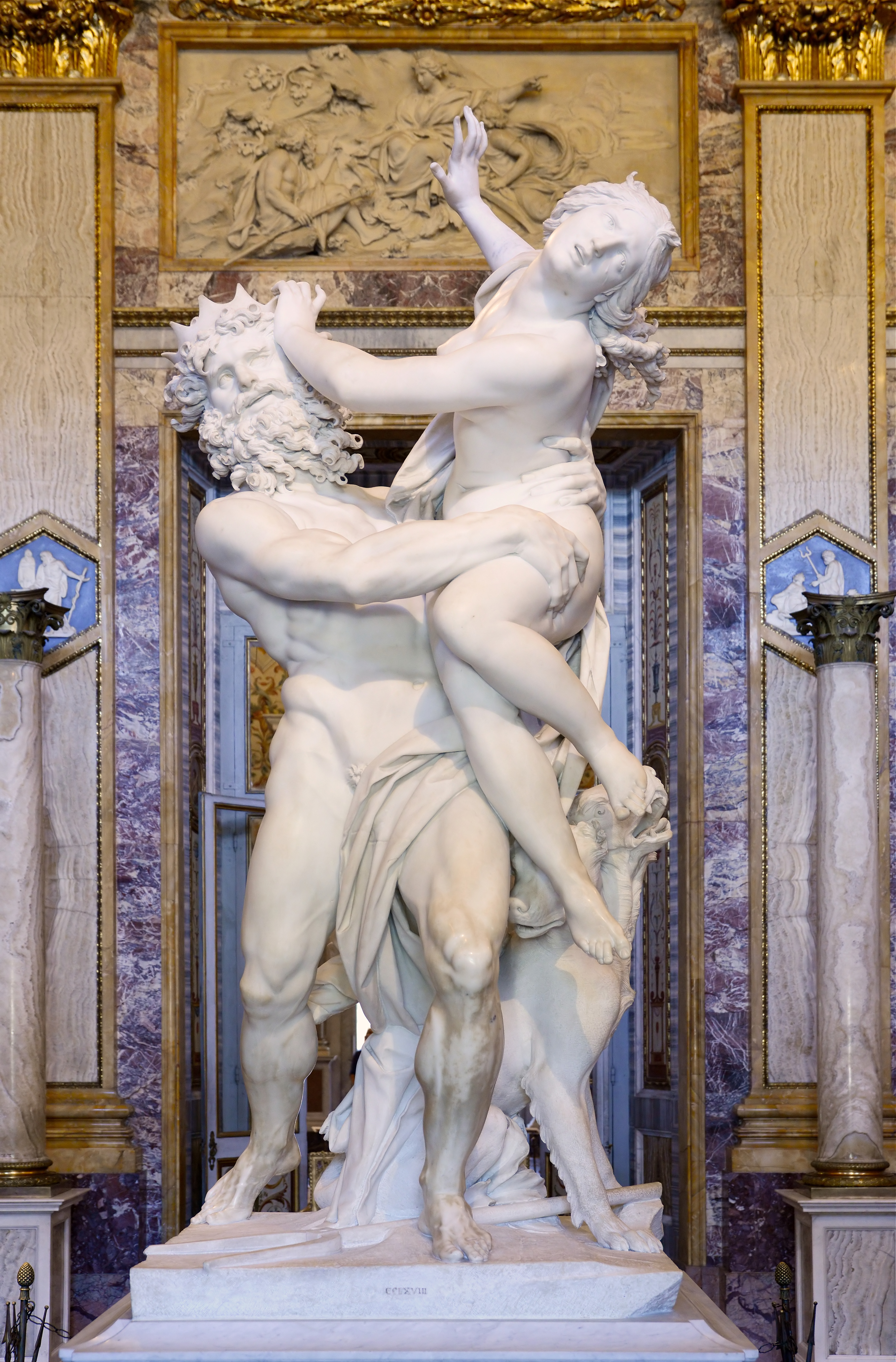
ジャン・ロレンツォ・ベルニーニ『プロセルピナの略奪』 (1621-1622年)、ボルゲーゼ美術館、ローマ

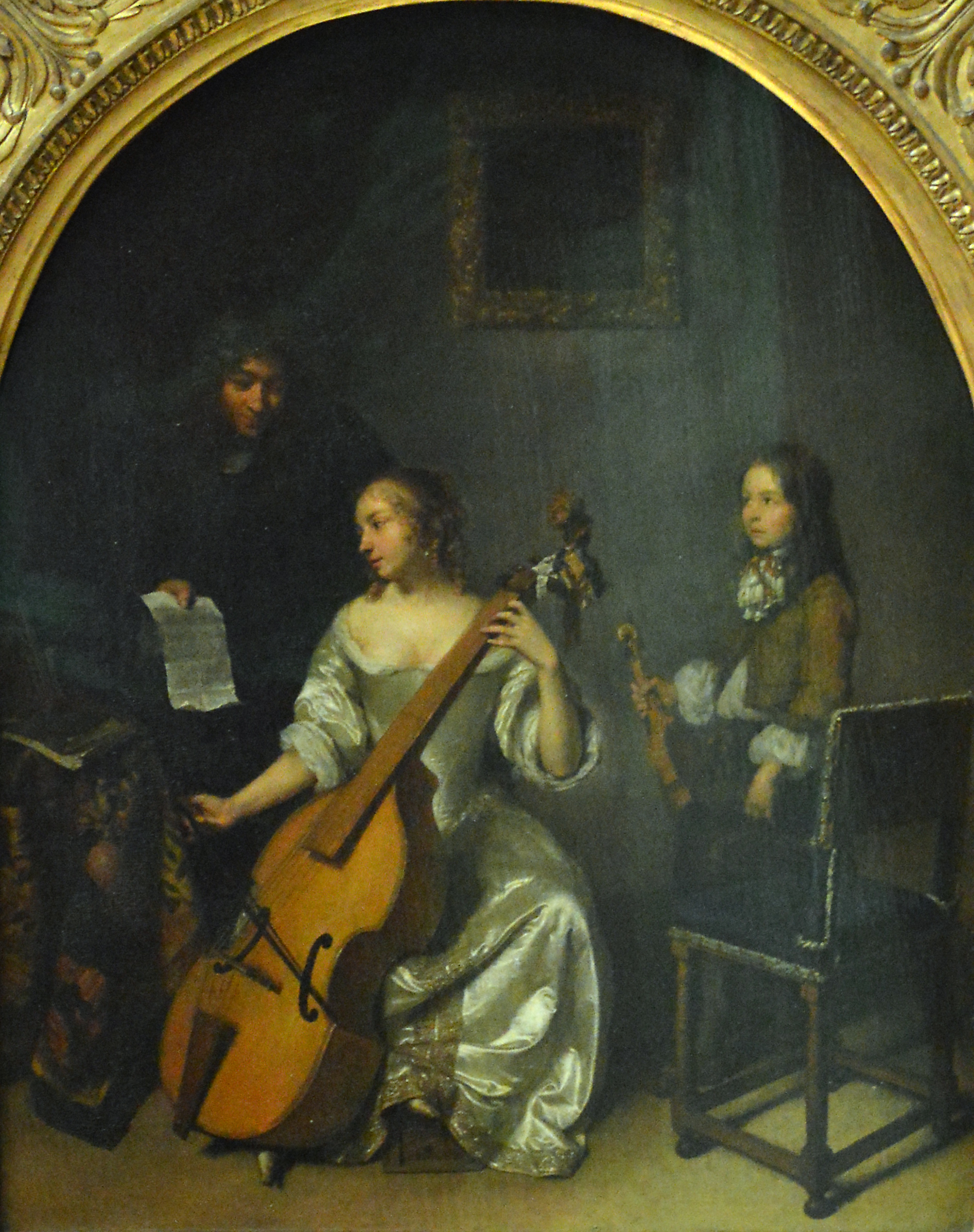
カスパル・ネッチェル『バス・ヴィオルの奏者』 (1664-1665年)、ルーヴル美術館、パリ

本作は豪華な室内で繰り広げられる音楽演奏の場面を表しており、これは17世紀のオランダで好んで取り上げられた主題の1つである。同時に、この主題には、象徴的および道徳的意味合いが潜んでいる。
画面中央には、手に楽譜を掲げた白いドレスの女性が座っている。その右側にはテオルボと筒状の文書を持つ青年が腰掛け、彼女に話しかけている。女性の背後には、鮮やかな黄色のドレスと毛皮の上着を着た別の女性が立ち、物思いに耽る白いドレスの女性と青年を見つめている。左側背後に広がるのは、薄暗い公園の風景である。
この情景が単に音楽の場面を描いたものではないことは、冷却器の中にあるワインの壺、そして女性と青年の真ん中に見える壁龕の彫像から明らかである。こうした描写は、2人の関係が劇的な展開を迎えていることを示唆している。
壁龕の彫像は17世紀イタリアの彫刻家ジャン・ロレンツォ・ベルニーニの『プロセルピナの略奪』 (ボルゲーゼ美術館、ローマ) に酷似しているが、ベルニーニの彫像はローマ神話の豊饒の女神プロセルピナが冥府を司る神プルートに強奪される姿を表現したものである。ネッチェルは師のヘラルト・テル・ボルフからデュエットという場面を受け継ぎつつ、彫像や神秘的で暗い風景など隠喩に富む背景を用いることで、その場面をさらに発展させている。
本来、この絵画はほぼ正方形であったが、18世紀に縦長の長方形に拡大された。また、ルーヴル美術館蔵の別のネッチェルの作品『バス・ヴィオルの奏者』の対になるように上部がアーチ型の額縁に入れられた。